# Casselia
Casselia es un género de plantas con flores de la familia de las verbenáceas. Es nativo de Sudamérica tropical. Comprende 16 especies descritas y de estas, solo 11 aceptadas.

## Taxonomía
El género fue descrito por Nees & C.Mart. y publicado en Nova Acta Physico-medica Academiae Caesareae Leopoldino-Carolinae Naturae Curiosorum Exhibentia Ephemerides sive Observationes Historias et Experimenta 11: 73. 1823. La especie tipo es: Casselia serrata Nees & Mart.

## Especies aceptadas
A continuación se brinda un listado de las especies del género Casselia aceptadas hasta noviembre de 2014, ordenadas alfabéticamente. Para cada una se indica el nombre binomial seguido del autor, abreviado según las convenciones y usos.
- Casselia chamaedryfolia Cham.
- Casselia confertiflora (Moldenke) Moldenke
- Casselia glaziovii (Briq. & Moldenke) Moldenke
- Casselia hassleri Briq.
- Casselia hymenocalyx Briq.
- Casselia integrifolia Nees & Mart.
- Casselia mansoi Schauer
- Casselia rosularis Sandwith
- Casselia serrata Nees & Mart.
- Casselia veronicifolia Cham.
- Casselia zelota (Moldenke) Moldenke